# Femi Hollinger-Janzen
Oluwafemi Hollinger-Janzen (Cotonou, 14 dicembre 1993) è un ex calciatore beninese, di ruolo attaccante.

## Caratteristiche tecniche
È un centravanti.

## Carriera
Cresciuto nelle giovanili del N.E. Revolution, ha esordito il 20 marzo 2016 in occasione del match perso 3-0 contro il Philadelphia Union.

## Statistiche

### Presenze e reti nei club
Statistiche aggiornate al 6 gennaio 2017.
| Stagione        | Squadra         | Campionato      | Campionato | Campionato | Coppe nazionali | Coppe nazionali | Coppe nazionali | Coppe continentali | Coppe continentali | Coppe continentali | Altre coppe | Altre coppe | Altre coppe | Totale | Totale | Totale |
| Stagione        | Squadra         | Comp            | Pres       | Reti       | Comp            | Pres            | Reti            | Comp               | Pres               | Reti               | Comp        | Pres        | Reti        | Pres   | Reti   |        |
| --------------- | --------------- | --------------- | ---------- | ---------- | --------------- | --------------- | --------------- | ------------------ | ------------------ | ------------------ | ----------- | ----------- | ----------- | ------ | ------ | ------ |
| 2016            | N.E. Revolution | MLS             | 19         | 2          | USCup           | 1               | 0               |                    | -                  | -                  |             | -           | -           | 20     | 2      |        |
| 2017            | N.E. Revolution | MLS             | 13         | 0          | USCup           | 2               | 0               |                    | -                  | -                  |             | -           | -           | 15     | 0      |        |
| Totale carriera | Totale carriera | Totale carriera | 32         | 2          |                 | 3               | 0               |                    | -                  | -                  |             | -           | -           | 35     | 2      |        |